# Пик-н-ролл

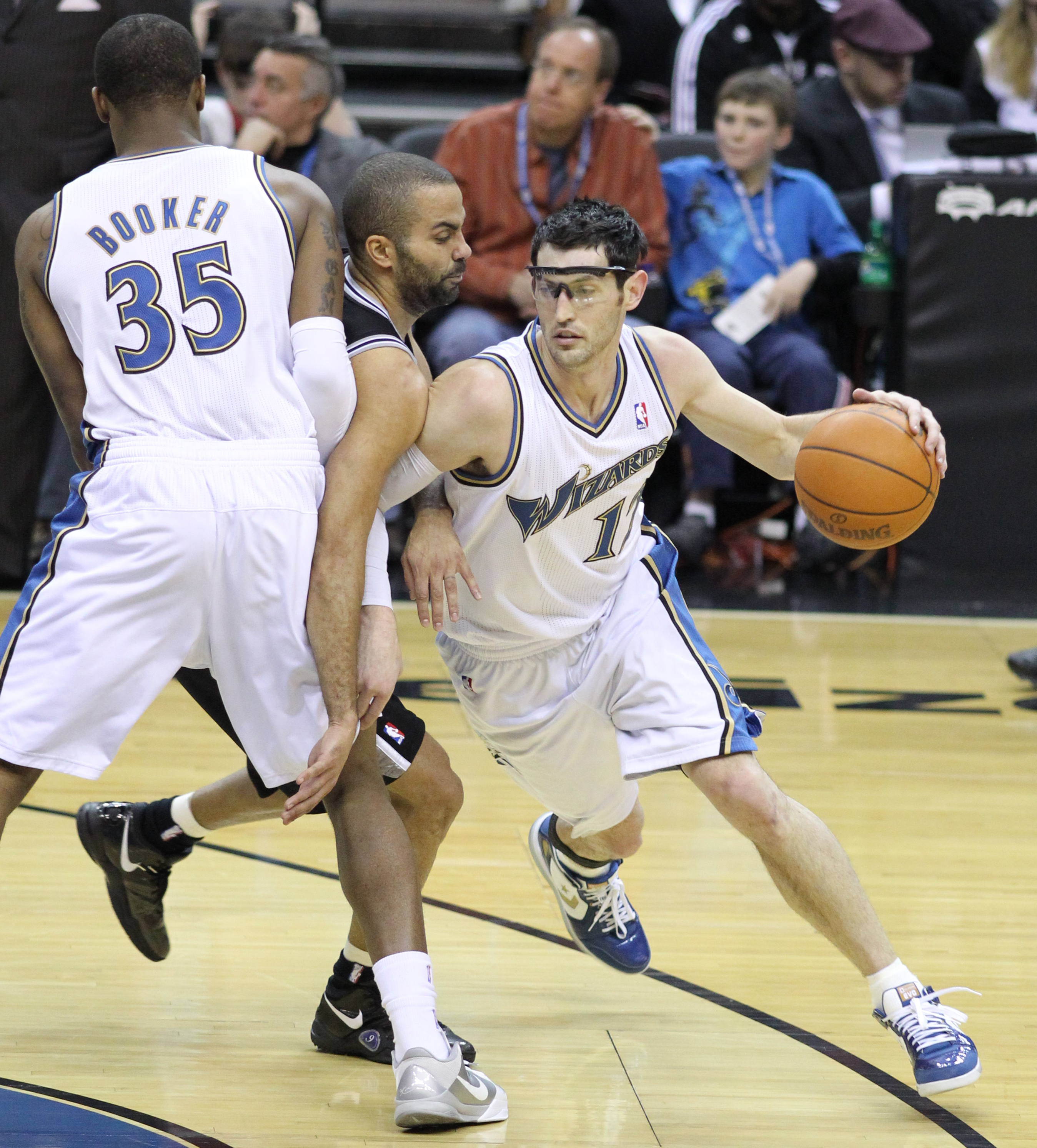
Тревор Букер ставит «заслон» Тони Паркеру для Кирка Хайнрика.

Пик-н-ролл (англ. Pick and roll, по-русски — «двойка») — англоязычное название атакующей комбинации в баскетболе, разыгрываемой двумя игроками. Игрок нападающей команды, владеющий мячом и опекаемый игроком защищающейся команды, движется в сторону товарища по команде, который ставит заслон (pick) на пути защищающегося игрока. Защищающийся игрок оказывается вынужден выбирать, кого ему опекать - владеющего мячом или поставившего экран. Если он переключается на заслоняющего, то владеющий мячом может выполнить бросок или передачу без помехи. Если же защищающийся продолжает опекать владеющего мячом, то заслоняющий начинает движение к кольцу (roll) и получает пас на открытый бросок.
Базовое взаимодействие двух игроков — большой игрок, ставя заслон для маленького, с одной стороны, освобождает его от плотной опеки защитника, с другой — имеет манёвр, чтобы освободиться самому. Существует множество вариантов розыгрыша пик-н-рола — большой, ставя заслон, может как «провалиться» под щит, так и «отвалиться» на бросок с дистанции. Разыгрывающий в зависимости от ситуации может бросить в кольцо, освободившись от опекуна или пройти под щит.
Пик-н-ролл является одним из самых простых и эффективных способов для нападающей команды добиться преимущества над защитой противника. Именно поэтому все команды регулярно используют подобную комбинацию.

## Защита от пик-н-ролла
Идеальной и универсальной защиты от пик-н-ролла не существует. Возможно, именно поэтому данная комбинация и является столь популярной. При должной отработке этого элемента атакующей игры нападение, даже не самой сильной по именам команды, может представлять очень большую угрозу. Тем не менее существуют несколько способов защититься от пик-н-ролла или, по меньшей мере, снизить эффективность его применения.

### Размен
Наиболее простым и соответственно очень распространенным способом снизить эффект от применения пик-н-ролла является размен игроками. Метод заключается в том, что игрок обороняющейся команды, попав в заслон, прекращает опеку своего игрока и переключается на противодействие игроку соперника, ставящему заслон.
Главным плюсом такого способа защиты от пик-н-ролла является то, что все игроки атакующей команды остаются под опекой и никто из них не сможет совершить открытый бросок. К минусам же стоит отнести неравноценность размена. В одной паре высокого игрока опекает низкий оппонент, а в другой паре всё наоборот. Таким образом, у атакующей команды появляется возможность реализовать полученное неравенство. Невысокий игрок может за счет ловкости и скорости обмануть своего высокого опекуна, а центровой атакующей команды за счет роста и массы может легко переиграть защитника обороняющегося коллектива под кольцом.

### Проскальзывание или огибание
Сущность этого метода заключается в том, что игрок обороняющейся команды проскальзывает мимо заслона или огибает его, тем самым он успевает преградить путь игроку с мячом. Таким образом, все игроки соперника находятся под опекой, и не происходит неравноценного размена.
Проскальзывание — это самый успешный способ противостоять пик-н-роллу, у которого нет очевидных минусов. Тем не менее, этот метод защиты из-за сложности исполнения встречается довольно редко, поскольку обороняющийся игрок должен суметь не только избежать заслона (что совсем непросто), но и успеть перекрыть дорогу оппоненту с мячом.

### Ложный размен
В данном методе первая фаза защиты строится, как и в случае с неравноценным разменом. Высокий игрок выходит на подстраховку своему защитнику, попавшему в заслон, и имитирует размен. Тем самым он заставляет баскетболиста с мячом остановиться. Тем временем защитник обороняющейся команды успевает восстановить правильную позицию опеки, а центровой после этого возвращается к своему опекаемому игроку.
Главным минусом подобного метода защиты является то, что в определенный момент времени игрока с мячом опекают сразу два оппонента и, соответственно, один из игроков атакующей команды остается совершенно открытым.

### Сдваивание
Этот метод защиты сильно похож на ложный размен, только в заключительной фазе, после того как защитник обороняющейся команды успевает восстановить правильную позицию опеки, его партнер по команде не возвращается к своему игроку, а продолжает опеку баскетболиста, владеющего мячом. Таким образом, они вдвоем прессингуют оппонента, заставляя того совершить ошибку.
Данный способ защиты эффективен только в единичных случаях. Главный его плюс — это внезапность. Поэтому при регулярном применении, атакующая команда будет легко находить возможности справиться с подобной обороной от пик-н-роллов с помощью скидок мяча на свободных партнеров с их последующей атакой кольца.

## Применение пик-н-ролла в НБА
В НБА, Джон Стоктон и Карл Мэлоун из «Юта Джаз» в 90-х наиболее эффективно использовали пик-н-ролл. Они вывели свою команду в финал НБА в 1997 и 1998 годах. Стоктон, играя на позиции разыгрывающего защитника, был хорошим снайпером и исключительным пасующим, Мэлоун, мощный форвард, был великим финишером. Леброн Джеймс и Жидрунас Илгаускас использовали эту комбинацию довольно часто, играя в «Кливленд Кавальерс». Дерон Уильямс и Карлос Бузер, играя в команде «Юта Джаз», также использовали успешно пик-н-ролл, Стив Нэш и Амаре Стадемайр, также разыгрывали пик-н-ролл в «Финикс Санз».